# Catullo (nome)
Catullo  è un nome proprio di persona italiano maschile.

## Varianti
- Maschili: Catullio[2]
  - Derivati: Catulliano[1]
- Femminili: Catulla[3]

### Varianti in altre lingue
- Basco: Katulo
- Catalano: Catul
- Francese: Catulle
- Latino: Catullus[1][4]
- Portoghese: Catulo
- Spagnolo: Catulo

## Origine e diffusione

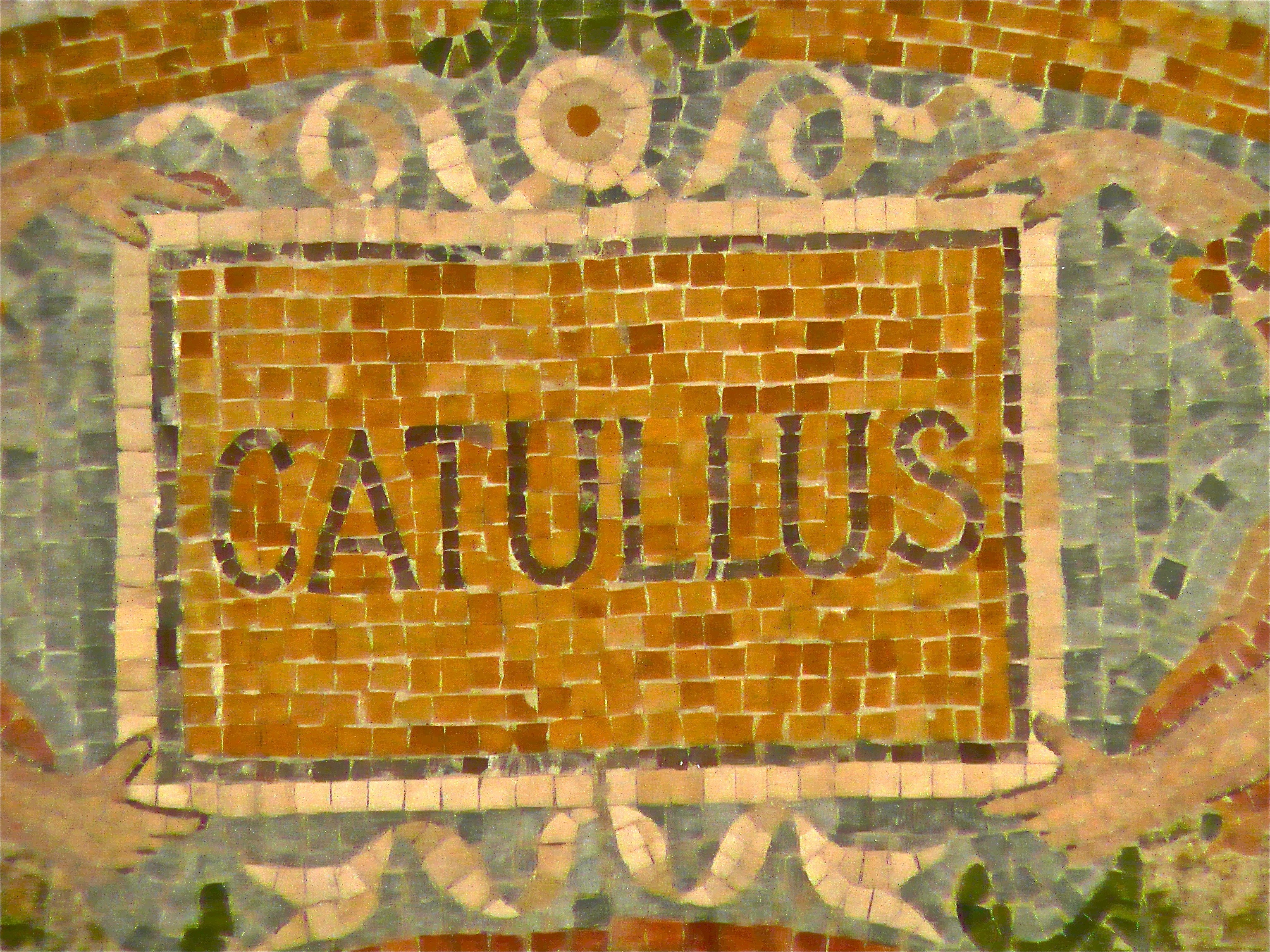
Il cognomen in un mosaico nella Biblioteca del Congresso

Deriva dal cognomen latino Catullus. Probabilmente è una variazione di un nome gallico basato su catu, "battaglia", con l'aggiunta del suffisso diminutivo -ullus. In alternativa potrebbe derivare dal latino catulus, "cucciolo", similmente a Catello.
È un nome di matrice classica, ma di scarsa diffusione, ripreso a partire dal Rinascimento  dal poeta latino Gaio Valerio Catullo, nato nell'84 a.C. a Verona (che ai tempi era parte della Gallia).

## Onomastico
Il nome è adespota, non essendoci santi che gli corrispondano; l'onomastico può essere festeggiato il 1º novembre, in occasione di Ognissanti.

## Persone
- Catullo Gadda, calciatore italiano
- Catullo Maffioli, imprenditore e politico italiano

### Variante Catulle
- Catulle Mendès, poeta e scrittore francese